# ナクシディル・スルタン

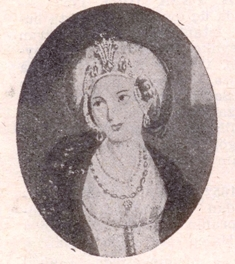
ナクシディル・スルタン

ナクシディル・スルタン（Nakşidil Sultan, 1768年12月19日 - 1817年8月22日）は、オスマン帝国の第27代アブデュルハミト1世の夫人（カドゥン）のひとりで、第30代マフムト2世の母。

## 生涯
もとは、献上、購入などなんらかの経緯によりオスマン帝国の君主のハレム（後宮）に仕えるようになった奴隷身分の女官（ジャーリエ）のひとりであった。なお、ナクシディルという名前は本名ではなく、ペルシア語で「飾られた声」という意味をもつトルコ名で、彼女が奴隷身分になってから後のものである。
奴隷身分になる以前の彼女の出自に関する同時代の確かな記録は見出されていないので、彼女の素性はよくわかっていないが、多くの人は、彼女がフランスの皇帝ナポレオン・ボナパルトの最初の妻ジョゼフィーヌ・ド・ボアルネの従妹にあたるマルティニーク出身のフランス人女性、エイメ・デュ・ビュク・ド・リヴェリと同一人物であると信じている。ただ、最近トルコの歴史家は当時の文書にみられる記述を根拠に、彼女はコーカサス出身であったという新説を唱えている。
ナクシディルがトプカプ宮殿のハレムに上がったのはアブデュルハミト1世（在位1774年 - 1789年）の治世で、やがてアブデュルハミトの寵愛を受けて1785年に皇子マフムトを生んだ。1789年にアブデュルハミトが没するとその甥セリム3世、ついでマフムトの異母兄ムスタファ4世が即位したため、故帝の未亡人として暮らした。
1808年、ムスタファが廃位されてナクシディルの息子がマフムト2世として即位すると母后（ヴァーリデ・スルタン）の称号を受け、ハレムの最高実力者となる。その後、イェニチェリの反乱、ナポレオン戦争、露土戦争、地方有力者アーヤーンの討伐といった困難を経験したマフムト2世の治世初期を母后として生き、9年後に没した。
墓は、イスタンブールの征服者メフメト2世が建設したファーティフ・モスクの墓園内にある。

## 注
1. ↑  Photo Mausolée de la sultane Naksidil, Aimée Dubuc de la Rivery - Nakşidil Sultan Türbesi
2. ↑  From the papers, Turkish Daily News, November 5, 2001.